# Hội nghị thượng đỉnh G7 lần thứ 49

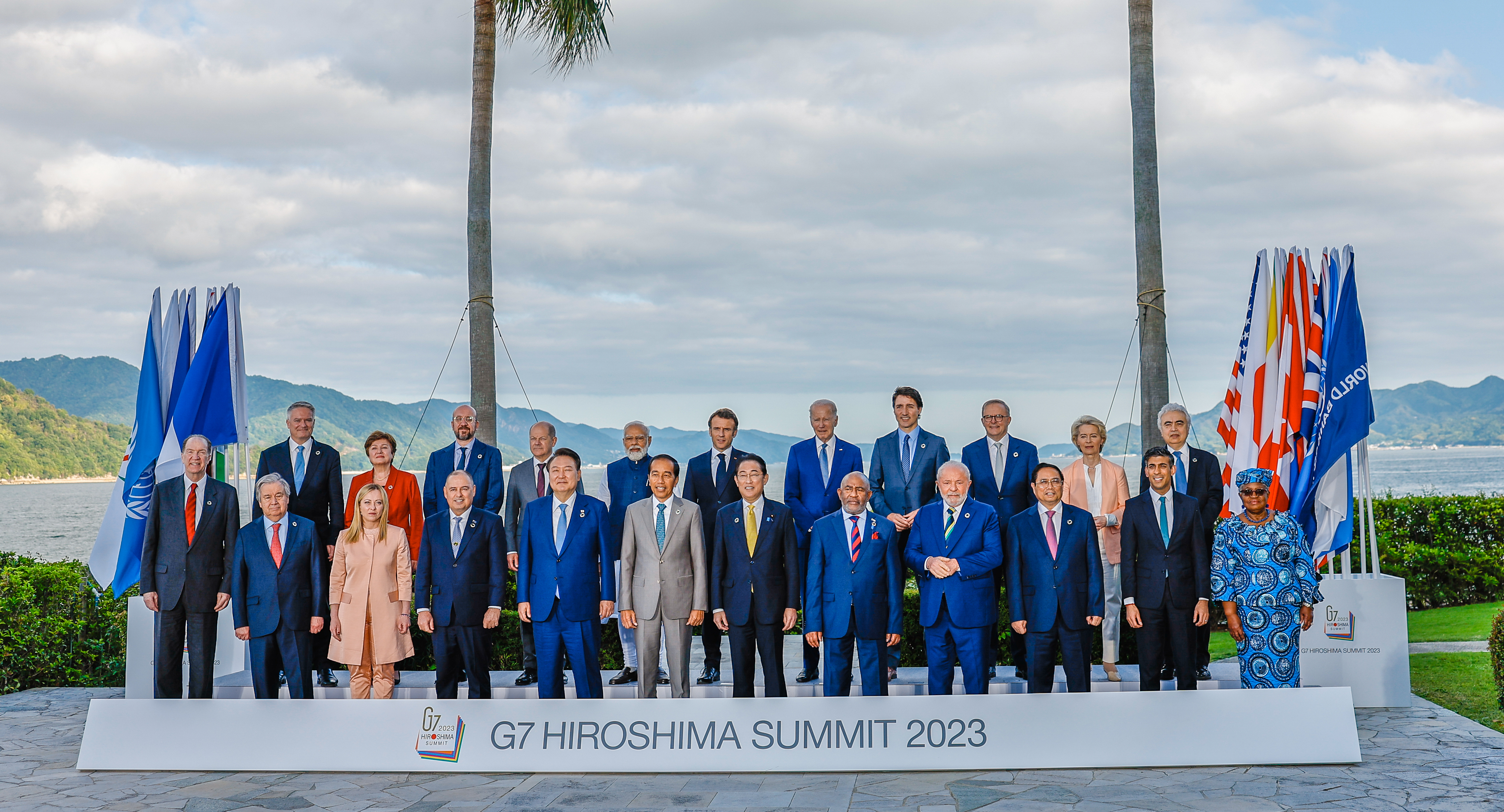
Ảnh tập thể các nhà lãnh đạo G7 và khách mời

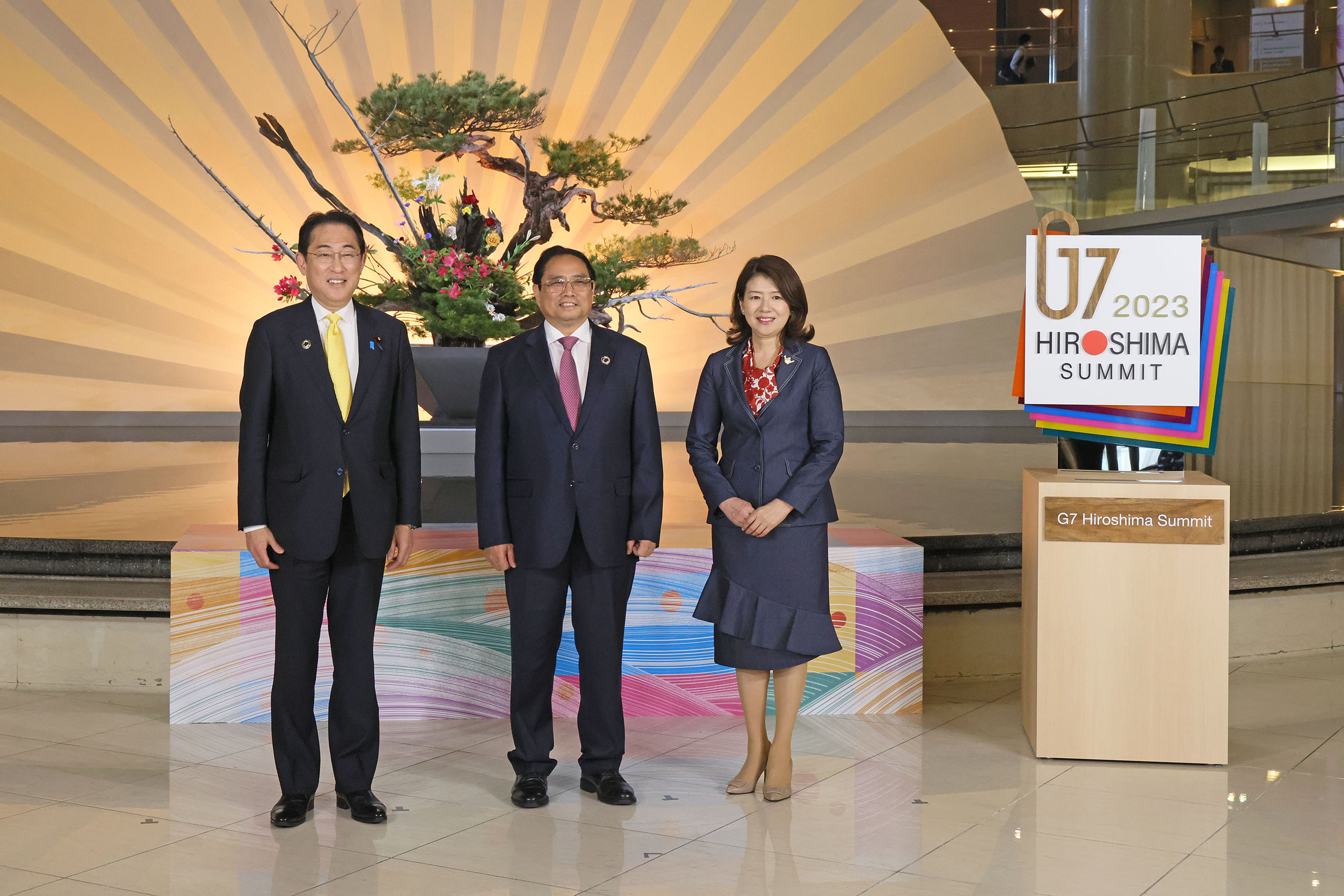
Thủ tướng Phạm Minh Chính (giữa) tại buổi tiếp đón

Hội nghị thượng đỉnh G7 lần thứ 49 là một hội nghị được tổ chức từ ngày 19 tháng 5 đến ngày 21 tháng 5 năm 2023 tại thành phố Hiroshima thuộc tỉnh Hiroshima của Nhật Bản.

## Tham dự
Hội nghị thượng đỉnh năm 2023 lần này sẽ là cuộc hội nghị thượng đỉnh đầu tiên có sự góp mặt của Thủ tướng Anh Rishi Sunak và Thủ tướng Ý Giorgia Meloni.

### Quốc gia
| Thành viên                              | Thành viên                  | Đại diện bởi               | Chức vụ                 |
| --------------------------------------- | --------------------------- | -------------------------- | ----------------------- |
| Canada                                  | Canada                      | Justin Trudeau             | Thủ tướng               |
| Pháp                                    | Pháp                        | Emmanuel Macron            | Tổng thống              |
| Đức                                     | Đức                         | Olaf Scholz                | Thủ tướng               |
| Ý                                       | Ý                           | Giorgia Meloni             | Thủ tướng               |
| Nhật Bản                                | Nhật Bản (Chủ nhà)          | Kishida Fumio              | Thủ tướng               |
| Vương quốc Liên hiệp Anh và Bắc Ireland | Vương quốc Anh              | Rishi Sunak                | Thủ tướng               |
| Hoa Kỳ                                  | Hoa Kỳ                      | Joe Biden                  | Tổng thống              |
| Liên minh châu Âu                       | Liên minh châu Âu           | Ursula von der Leyen       | Chủ tịch Ủy ban         |
| Liên minh châu Âu                       | Liên minh châu Âu           | Charles Michel             | Chủ tịch Hội đồng       |
| Khách mời                               |                             |                            |                         |
| Thành viên                              | Thành viên                  | Đại diện bởi               | Chức vụ                 |
| Úc                                      | Úc                          | Anthony Albanese           | Thủ tướng               |
| Brasil                                  | Brasil                      | Luiz Inácio Lula da Silva  | Tổng thống              |
| Comoros                                 | Comoros                     | Azali Assoumani            | Tổng thống              |
| Quần đảo Cook                           | Quần đảo Cook               | Mark Brown                 | Thủ tướng               |
| Ấn Độ                                   | Ấn Độ                       | Narendra Modi              | Thủ tướng               |
| Indonesia                               | Indonesia                   | Joko Widodo                | Tổng thống              |
| Hàn Quốc                                | Hàn Quốc                    | Yoon Suk-yeol              | Tổng thống              |
| Ukraina                                 | Ukraina                     | Volodymyr Zelenskyy        | Tổng thống              |
| Việt Nam                                | Việt Nam                    | Phạm Minh Chính            | Thủ tướng               |
|                                         | Cơ quan Năng lượng Quốc tế  | Fatih Birol                | Tổng Giám đốc điều hành |
| Quỹ Tiền tệ Quốc tế                     | Quỹ Tiền tệ Quốc tế         | Kristalina Georgieva       | Giám đốc điều hành      |
|                                         | OECD                        | Mathias Cormann            | Tổng Thư ký             |
| Liên Hợp Quốc                           | Liên Hợp Quốc               | António Guterres           | Tổng Thư ký             |
|                                         | Ngân hàng Thế giới          | David Malpass              | Chủ tịch                |
| Tổ chức Y tế Thế giới                   | Tổ chức Y tế Thế giới       | Tedros Adhanom Ghebreyesus | Tổng giám đốc           |
| Tổ chức Thương mại Thế giới             | Tổ chức Thương mại Thế giới | Ngozi Okonjo-Iweala        | Tổng giám đốc           |